# Slaughter Beach
Slaughter Beach è un comune degli Stati Uniti d'America, situata nella Contea di Sussex, nello Stato del Delaware. Secondo il censimento del 2000 la popolazione era di 198 abitanti. Appartiene all'area micropolitana di Seaford.

## Geografia fisica
Secondo i rilevamenti dello United States Census Bureau, il comune di Slaughter Beach si estende su una superficie totale di 3,5 km², tutti quanti occupati da terre.

## Popolazione
Secondo il censimento del 2000, a Slaughter Beach vivevano 198 persone, ed erano presenti 64 gruppi familiari. La densità di popolazione era di 57 ab./km². Nel territorio comunale si trovavano 253 unità edificate. Per quanto riguarda la composizione etnica degli abitanti, il 99,49% era bianco. Il restante 0,51% della popolazione appartiene ad altre razze o a più di una.
Per quanto riguarda la suddivisione della popolazione in fasce d'età, il 4,0% era al di sotto dei 18, l'1,5% fra i 18 e i 24, il 17,2% fra i 25 e i 44, il 50,0% fra i 45 e i 64, mentre infine il 27,3% era al di sopra dei 65 anni di età. L'età media della popolazione era di 58 anni. Per ogni 100 donne residenti vivevano 88,6 maschi.